# Коффман, Эмбер
Эмбер Даун Коффман (англ. Amber Dawn Coffman; 15 июня 1984, Остин, Техас) — американская певица, автор песен и музыкант из Лос-Анджелеса, Калифорния. Ранее проживала в Бруклине, в Нью-Йорке. Она наиболее известна как бывшая гитаристка и вокалистка групп Sleeping People и Dirty Projectors. 2 июня 2017 года выпустила свой дебютный сольный альбом City of No Reply

## Ранняя жизнь
Коффман выросла в Огайо, в Техасе и в Калифорнии, и посещала одиннадцать разных школ. В 1990-х годах в раннем возрасте проявила интерес к R&B-исполнительницами, а в подростковом возрасте начала интересоваться рок-музыкой.

## Музыкальная карьера
Будучи подростком проживала в Сан-Диего и работала в продуктовом магазине в качестве дневной работы и была гитаристом в мат-рок-группе Sleeping People.

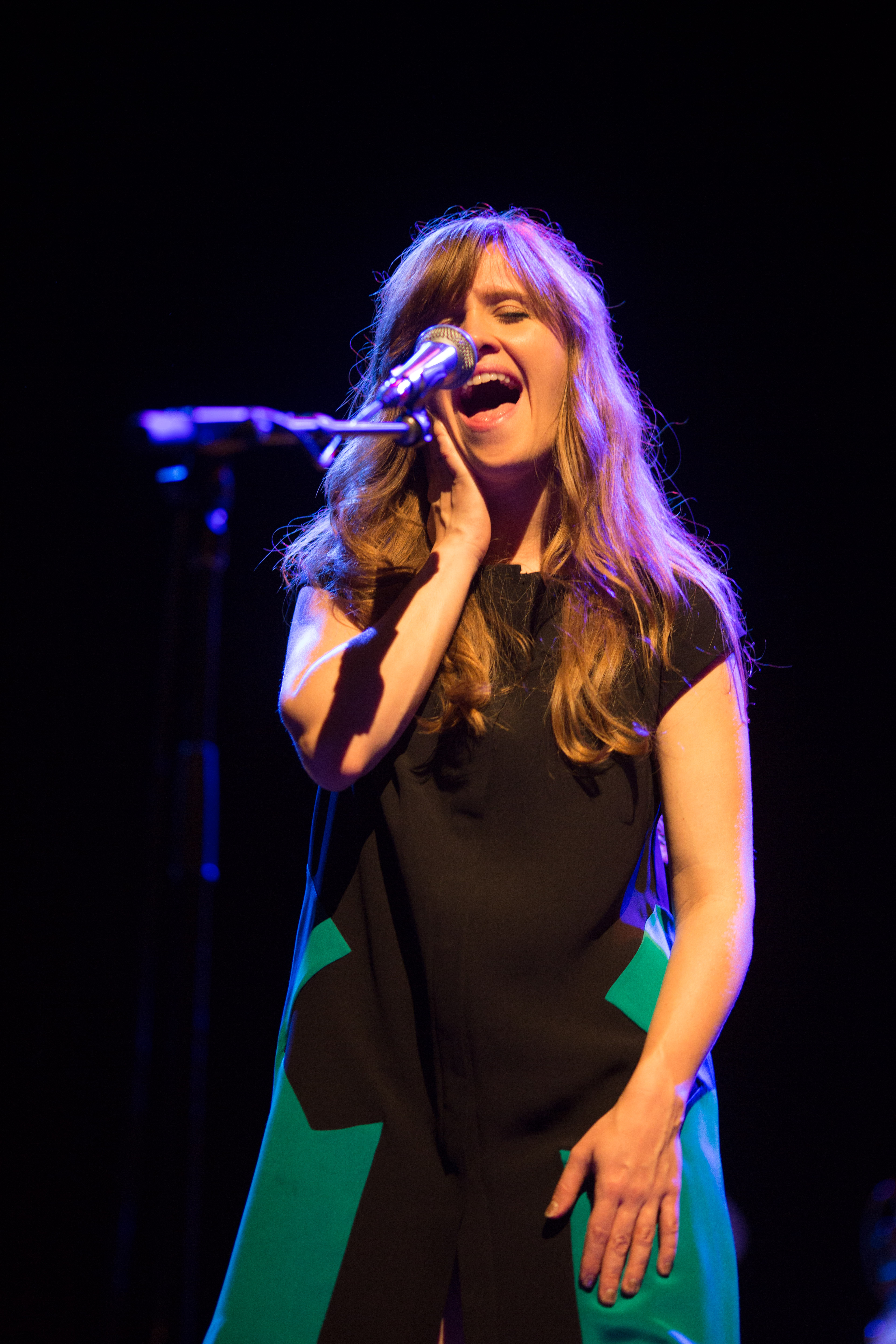
Коффман в составе Dirty Projectors выступает в Сиднейском оперном театре, 2013 год.

### Dirty Projectors
В 22 года Коффман перебралась в Нью-Йорк и присоединилась к группе Dirty Projectors в качестве гитаристки и вокалистки, начиная с тура-поддержки 2006 года альбома Rise Above. Участвовала в записи альбома Bitte Orca (2007), совместной работе с Бьорк Mount Wittenberg Orca (2010, название было дано по причине того, что Коффман вдохновлялась при наблюдении за семейством косаток в Калифорнии), Swing Lo Magellan (2012) и мини-альбома About to Die (2012).

В журнале New York Magazine Ди Локетт написал, что «мягкий шелковистый голос Коффман выделяется из самых ключевой песни группы 'Stillness Is the Move'» из Bitte Orca. Описывая влияние Коффман на звучания коллектива, Эрик Адамс в A.V. Club отметил следующее: 
Эмбер Кофман сделала авангард практически не доступным для понимания в «Top 40». Мелизматическое пение Кофман в «Stillness Is The Move» стало прорывом для группы. Вместе с Эйнджел Дерадориан и Харли Декл она создала мощное вокальное трио, способный как обеспечивать удачный для радио контрапункт с мычанием Дэвида Лонгскретча и Артура Рассела, так и проталкивать песни вроде «Useful Chamber» и «Gun Has No Trigger» вглубь чужой территории.

### Сольная работа
См. также статью «City of No Reply» в английском разделе.
Помимо деятельности с группой, Коффман также делала собственные демозаписи. В 2011 году она начала писать свой собственный альбом, который был выпущен только 2 июня 2017 года под названием City of No Reply.

### Прочие проекты
В 2010 году выступила в качестве приглашённого гостя в треке электронного музыканта Rusko «Hold On». В 2012 году участвовала в записи композиции проекта диджея Diplo Major Lazer — «Get Free». В том же году она отметилась в песне Snoop Lion и T.I. «No Regrets». В 2013 году она сотрудничала с хип-хоп исполнителем J. Cole, вместе с которым записала сингл «She Knows», который вошёл в альбом Born Sinner. In 2012, she collaborated on «No Regrets» with Snoop Lion and T.I.
Также певица сотрудничала с рэпером Riff Raff, с которым записала песню «Cool It Down», вошедшую в альбом Neon Icon. В 2014 году приняла участие в записи альбома экспериментального музыканта Джона Кейла M:FANS, где исполнила вокальные партии в песне «Close Watch». Исполнила вокальные партии в песне Фрэнка Оушена «Nikes», заглавного сингла из его альбома Blonde.

## Дискография

### Sleeping People
- Growing[англ.] (2007)

### Dirty Projectors
- Rise Above[англ.] (2007)
- Bitte Orca[англ.] (2009)
- Mount Wittenberg Orca (совместно с Бьорк) (2010)
- Swing Lo Magellan[англ.] (2012)
- About to Die EP[англ.] (2012)

### Сольная дискография

#### Альбом
- City of No Reply[англ.] (2017)

#### Синглы
- «All to Myself» (2016)
- «No Coffee» (2017)
- «Nobody Knows» (2017)

### В качестве приглашённого исполнителя
| Название                                      | Год  | Позиция в чартах | Позиция в чартах | Позиция в чартах | Позиция в чартах | Позиция в чартах | Позиция в чартах | Альбом            |
| Название                                      | Год  | BEL (Vl)         | BEL (Wa)         | DEN              | FRA              | NL               | UK               | Альбом            |
| --------------------------------------------- | ---- | ---------------- | ---------------- | ---------------- | ---------------- | ---------------- | ---------------- | ----------------- |
| «Hold On» (совместно с Rusko)                 | 2010 | —                | —                | —                | —                | —                | —                | O.M.G.!           |
| «Get Free» (совместно с Major Lazer)          | 2012 | 3                | 17               | 29               | 59               | 7                | 56               | Free the Universe |
| «No Regrets» (совместно со Snoop Lion и T.I.) | 2012 | —                | —                | —                | —                | —                | —                |                   |
| «She Knows» (совместно с J. Cole)             | 2013 | —                | —                | —                | —                | —                | 68               | Born Sinner       |